# Kings and Queens (singel Thirty Seconds to Mars)
Kings and Queens – pierwszy singel promujący trzeci album zespołu Thirty Seconds to Mars, This Is War (2009). Został wydany 13 października 2009 roku (USA).
Wideo do piosenki nagrane zostało w Los Angeles.